# Joseph Jongen

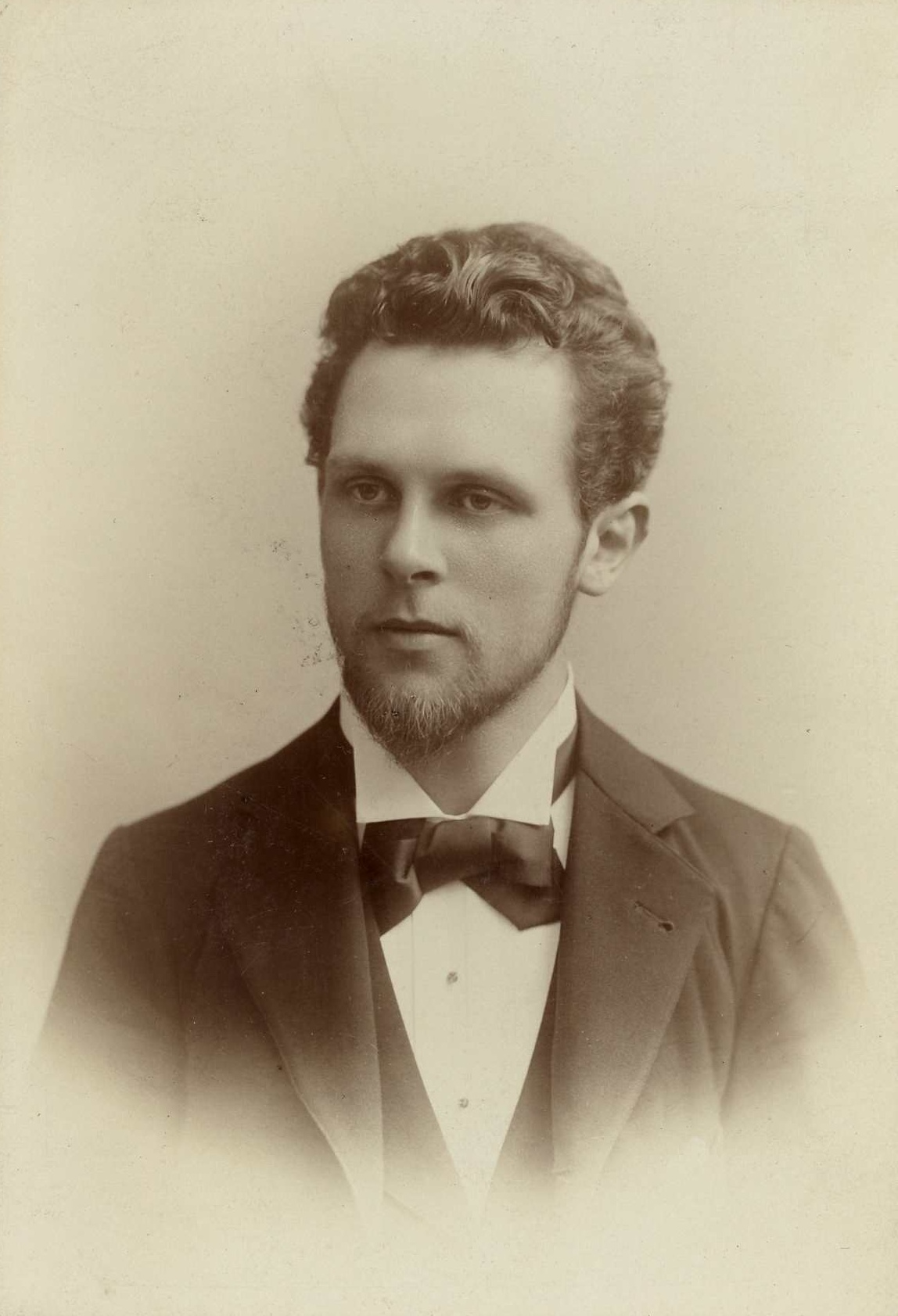
Joseph Jongen

Joseph-Marie-Alphonse-Nicolas Jongen (* 14. Dezember 1873 in Lüttich; † 12. Juli 1953 in Jalhay, Sart-lez-Spa) war ein belgischer Komponist, Organist und Pianist.

## Leben und Wirken
Jongen trat siebenjährig (1881) in das Lütticher Conservatoire ein und erhielt dort seine musikalische Ausbildung (Komposition: Jean-Théodore Radoux, Orgel: Charles-Marie Danneels, Klavier: Jules Ghymers). Seine Leistungen als Student an diesem Konservatorium waren außergewöhnlich. 1894 wurde er hauptamtlicher Organist an der Lütticher Kollegiatkirche Saint-Jacques und teilte sich diese Stelle ab 1898 mit seinem Bruder Léon. Im Jahr 1897 erhielt er für die Kantate Comala den belgischen Prix de Rome. Zahlreiche erste Preise, unter anderem in Harmonielehre, führten letztlich dazu, dass er ab 1889 Harmonielehre und Kontrapunkt unterrichtete und 1898 zum stellvertretenden Professor und 1911 zum ordentlichen Professor ernannt wurde.
Seit 1895 hatte er sich verstärkt der Komposition gewidmet. Ab 1898 machte Jongen als Stipendiat die obligate vierjährige Europareise. Er studierte ab 1898 in Berlin; er lernte dort die Musik von Brahms kennen und traf unter anderem mit Richard Strauss zusammen, der ihm einige Kompositionsstunden gab. Er bekleidete 1900 den Posten des Chordirektors in Bayreuth. Nach einem kurzen Aufenthalt in München, wo sein Violinkonzert entstand, ging er nach Paris, lernte dort Gabriel Fauré und Charles Bordes kennen und wurde Schüler von Vincent d’Indy. Nach einem sechsmonatigen Rom-Aufenthalt kehrte er nach Belgien zurück und wurde dort mit der Fantaisie sur deux Noëls wallons schlagartig bekannt. Er lehrte zunächst an der Musikhochschule Schola Musicae Brüssel und wurde 1911 Professor für Harmonielehre am Lütticher Konservatorium. 1909 heiratete er die Pianistin Valentine Ziane. Bei Ausbruch des Ersten Weltkrieges 1914 siedelte er mit seiner Familie nach London über. Er gründete dort mit dem Geiger Désiré Defauw, dem Cellisten Etienne Doehaerd und dem Bratschisten Lionel Tertis das Quatuor belge de Londres. Daneben gab er regelmäßig Orgel- und Klavierkonzerte. 1919 kehrte die Familie nach Lüttich zurück. 1920 wurde Jongen die Professur für Kontrapunkt am Königlichen Brüsseler Konservatorium angeboten, weshalb ein neuerlicher Umzug notwendig wurde; er war dann von 1925 bis 1939 auch Direktor dieses Konservatoriums. Jongen trat darüber hinaus als Dirigent hervor: Er dirigierte die Concerts populaires und die Concerts spirituels; ab 1920 war er Mitglied der Académie royale de Belgique und korrespondierendes Mitglied der Académie des Beaux-Arts.
Seine letzten Lebensjahre waren geprägt vom Verschwinden seines Sohnes (1944/45) und der schweren Krankheit seiner Frau. In dieser Zeit lebte Jongen in Frankreich, wo er kaum noch komponierte und sich aus der Öffentlichkeit zurückzog.
Zusätzlich zu seiner kompositorischen Karriere war seine organistische Tätigkeit von besonderer Bedeutung. In vielen Zeitungsausschnitten und Berichten werden sein „kraftvoller Rhythmus und seine Energie“ sowie seine „hervorragende Art der Interpretation und Improvisation“ gelobt. Diese Kunst erlangte er vor allem während seiner Anstellung als Organist an St. Jacques in Lüttich. Wie andere große Musiker seiner Zeit war Jongen in der Hauptsache Komponist, verfügte jedoch ebenso über eine fundierte Ausbildung als Organist und Pianist. Seine bekanntesten Werke sind die Symphonie concertante op. 81 für Orgel und Orchester (Auftraggeber: Rodman Wanamaker für die Erweiterung seiner Kaufhaus-Orgel in Philadelphia) und die Sonata eroïca op. 94 (Auftraggeber: der belgische Rundfunk zur Einweihung der Orgel des Palais des Beaux-Arts). Von seiner Kammermusik sind besonders die letzten Trios zu erwähnen: op. 80 (1925), op. 95 (1931) und op. 135 (1948), außerdem das Concert à cinq op. 71.
Stilistisch war Jongen zunächst von der Musikanschauung der Pariser Schola Cantorum und vorübergehend auch durch den Impressionismus geprägt; er entwickelte jedoch bald einen eigenständigen Stil. Dieser wurzelte großenteils in der Schule von César Franck und verarbeitete diesen Typus in einem locker gefügten und unbeschwerten musikalischen Kontext. Weitere Vorbilder waren Wagner, Mendelssohn, Schumann und Chopin; von den Zeitgenossen sind Richard Strauss, Debussy und in geringerem Maß Fauré zu nennen. Sein Stil näherte sich später gelegentlich, ohne eigentlich experimentell zu sein, der Atonalität und anderen modernen Schreibweisen, wie in der erwähnten Symphonie avec orgue. Auf dem Sektor der Orgelmusik kann Joseph Jongen als der wohl bedeutendste belgische Komponist der ersten Hälfte des 20. Jahrhunderts gelten. Er beschäftigte sich auch mit dem Choralgesang und dem wallonischen Volkslied. Typisch für seine Kompositionen ist ein Bemühen um die Beherrschung der Form und um eine harmonische Farbigkeit.
Joseph Jongen ist der ältere Bruder des Komponisten, Dirigenten und Direktors des Brüsseler Konservatoriums Léon Jongen.

## Werke (Auswahl)
- Geistliche Vokalmusik
  - Alma redemptoris mater für gemischten Chor und Orgel (1894)
  - Kantate Sinaï für Soli, Chor und Orchester op. 7 (1895)
  - Zwei Motetten für Singstimmen und Orgel (1896)
  - O quam amabilis für zweistimmigen Männerchor (1899)
  - Deus Abraham für Tenor, Violoncello und Orgel (1909)
  - Messe für Soli, Chor, Blechbläser und Orgel op. 130 (1945–1948)
  - Lacrymosa für zwei Singstimmen und Orgel (1947)
  - Regina coeli für Frauenchor (1948)
- Weltliche Vokalmusik
  - Kantate Kallirhoé für Soli, Chor und Orchester op. 8 (1895)
  - Kantate Lady Macbeth für Soli, Chor und Orchester op. 9 (1896–1897)
  - Kantate Comala für Soli, Chor und Orchester op. 11 (1897)
  - Calmes, aux quais déserts für Sopran, Streichquartett und Klavier op. 54 (1918)
  - Drei Chöre mit Klavier op. 64 (1919–1920)
  - Drei Kinderchöre: La Légende de saint Nicolas op. 100 (1933), La Cigale et la fourmi op. 118 (1941) und Il était une bergère op. 134 (1947)
  - Hymne à la Meuse (Hymnus an die Maas) für Chor und Orchester op. 107 (1938)
  - La Musique für Sopran und Klavier (1948)
- Bühnenwerke
  - Oper Félyane (1907, unvollendet)
  - Ballett S'Arka (1912)
  - Bühnenmusik zu Obéron von Raymond Gérôme, op. 131 (1945)
- Orchesterwerke
  - Marche solennelle op. 4 (1894)
  - Symphonie op. 15 (1898–1899)
  - Symphonische Dichtung Lalla-Roukh op. 28 (1904)
  - Impressions d'Ardennes op. 44 (1913)
  - Tableaux pittoresques op. 56 (1917)
  - Prélude élégiaque et scherzo op. 66 (1920)
  - Troisième Suite dans le style ancien op. 93 (1930)
  - Triptyque op. 103 (1935–1937)
  - Overture-Fanfare für Holzbläser op. 110 (1939)
  - Bourrèe (1942)
  - Trois mouvements symphoniques op. 137 (1951)
- Werke für Soloinstrument und Orchester
  - Klavierkonzert op. 1 (1892)
  - Marche-cortège für Orgel und Orchester op. 13 (1898)
  - Violinkonzert op. 17 (1900)
  - Violoncellokonzert (1900)
  - Méditation für Englischhorn oder Altsaxophon und Kammerorchester oder Klavier op. 21 (1901)
  - Deuxième Poème für Violoncello und Orchester op. 46 (1914)
  - Suite en deux parties für Viola und Orchester op. 48 (1915)
  - Fantaisie rhapsodique für Violoncello und Orchester op. 74 (1924)
  - Symphonie concertante für Orgel und Orchester op. 81 (1926–1927)
  - Pièce symphonique für Klavier und Blasorchester op. 84 (1928)
  - Alleluja pour Orgue et Orchestre, op. 112
  - Klavierkonzert op. 127 (1943)
  - Harfenkonzert op. 129 (1944)
- Kammermusik für vier oder mehr Instrumente
  - Fünf Streichquartette: op. 2 (1893), op. 3 (1894), op. 50 (1916), op. 67 (1921), op. 95 (1931)
  - Klavierquartett op. 23 (1901–1902)
  - Deux Sérénades für Streichquartett op. 61 (1918)
  - Concert à cinq für Flöte, Violine, Viola, Violoncello und Harfe op. 71 (1923)
  - Zwei Stücke für Bläserquintett op. 98 (1933)
  - Saxophonquartett op. 122 (1942)
- Kammermusik für zwei oder drei Instrumente
  - Klaviertrio op. 10 (1897) für Violine, Violoncello und Klavier
  - Klaviertrio op. 30 (1907) für Violine, Viola und Klavier
  - Zwei Sonaten für Violine und Klavier: op. 27 (1903) und op. 34 (1909)
  - Sonate für Violoncello und Klavier op. 39 (1911–1912)
  - Deux Aquarelles für Violine und Klavier op. 59 (1917)
  - Deux Pièces en trio für Flöte, Harfe und Violoncello op. 80 (1925)
  - Habanera für Violoncello und Klavier op. 86 (1928)
  - Humoresque für Violoncello und Orgel op. 92 (1930)
  - Prélude, habanera et allegro für Kontrabass und Klavier op. 106 (1937)
  - Sonate duo für Violine und Viola op. 109 (1938)
  - Recitativo et airs de ballet für Klarinette und Klavier op. 115 (1941)
  - Streichtrio op. 135 (1948)
- Orgelmusik
  - Quatre Pièces op. 5 (1893–1896)
  - Quatre Pièces op. 37 (1910–1911)
  - Deux Pièces op. 38 (1911)
  - Prélude funébre (1914), revidiert in Prélude élégiaque et Pensée d'automne op. 47/1–2 (1915)
  - Chant de May und Menuet-scherzo op. 53/1–2 (1917)
  - Sonata eroïca op. 94 (1930)
  - Toccata op. 104 (1935)
  - Scherzetto et Prière op. 108 (1938)
  - Prélude et fugue op. 121 (1941–1943)
- Werke für ein Instrument solo (außer Orgel)
  - Violinsonate op. 22/2 (1901)
  - über siebzig Klavierstücke und einige Stücke für Klavier vierhändig
  - zwei Stücke für Harfe
  - einige Stücke für Harmonium